# Хогарт, Энн
Энн Хогарт (англ. Ann Hogarth, настоящее имя Маргарет Энн Гилдарт Джексон (англ. Margaret Ann Gildart Jackson), в замужестве Басселл (англ. Bussell); 19 июля 1910, Френсхем, Суррей, Великобритания — 9 апреля 1993) — британская деятельница кукольного театра и писательница. Автор театральных, телевизионных и литературных произведений о муле Мафине, известном русскоязычной публике как ослик Мафин. Работала преимущественно в соавторстве с мужем, Яном Бусселлом (Jan Bussell).
Энн с мужем в 1930-х годах создали «кукольный цирк» Hogarth Puppets, широко известный с 1930-х по 1970-е годы. Помимо детских представлений, Энн и Ян давали и взрослые — например, спектакль по средневековому роману «Окассен и Николетта». Представления давались как в Великобритании, так и за рубежом.
Телевизионные кукольные спектакли, в которых ослик Мафин и его друзья, ведомые рукой Хогарт, выступали на крышке фортепиано — классический пример успеха этого жанра в Великобритании. Впервые на телевидении спектакли с Мафином появились в 1946 году, в программе For the Children.